# Nancy Fleming
Nancy Fleming, née le 20 mai 1942 à Muskegon, dans le Michigan aux États-Unis, est couronnée Miss Michigan (en), puis le 10 septembre 1960, Miss America 1961.

### Source de la traduction
- (en) Cet article est partiellement ou en totalité issu de l’article de Wikipédia en anglais intitulé « Nancy Fleming » (voir la liste des auteurs).